# The Ghost Patrol
The Ghost Patrol er en amerikansk stumfilm fra 1923 af Nat Ross.

## Medvirkende
- Ralph Graves som Terry Rafferty
- Bessie Love som Effie Kugler
- George Nichols som Donald "Don" Patrick Dorgan
- George B. Williams som Rudolph Kugler
- Max Davidson som Raspushkin
- Wade Boteler som Michael McManus
- Melbourne MacDowell som Manning